# Tobias Resch
Tobias Samuel Resch (* 1996 in Waidhofen/Ybbs) ist ein österreichischer Schauspieler.

## Leben
Tobias Resch sammelte erste Bühnenerfahrungen bei Musicalproduktionen, u. a. in der Titelrolle von Jesus Christ Superstar im Jugendhaus Schacherhof in Haag im Mostviertel. Nach der Matura am Bundesrealgymnasium  Waidhofen absolvierte er sein Schauspielstudium von 2016 bis 2020 an der Musik und Kunst Privatuniversität der Stadt Wien. Während seiner Ausbildung hatte er bereits erste Theaterengagements am Theater Drachengasse (2017), am Volkstheater Wien (2018) und beim Kinder- und Jugendtheater Dschungel Wien (2019).
Seit 2019 spielt er am Wiener Burgtheater in Ulrich Rasches Bakchen-Inszenierung.
Resch hatte verschiedene Episodenrollen in österreichischen Fernsehproduktionen. In der 19. Staffel der österreichischen TV-Serie SOKO Kitzbühel (2020) hatte er eine dramatische Episodenhauptrolle als Komplize bei der Entführung einer Hamburger Journalistin. Im Dezember 2020 war er in der TV-Serie Letzter Wille in einer weiteren Episodenrolle als Archivar Max zu sehen.
In Klammer – Chasing the Line (2021) von Andreas Schmied verkörperte er den Skirennläufer Sepp Walcher. Mit seinem jüngeren Bruder Noah Resch war er im Kurzfilm Am Grat von Regisseur Matteo Sanders bei der Diagonale 2022 in Graz in der Rolle des an Multipler Sklerose erkrankten Protagonisten Paul zu sehen. Gemeinsam mit dem Regisseur zeichnete er auch für das Drehbuch verantwortlich. Mit Enrico Riethmüller schrieb Resch das Zwei-Mann-Stück Wer hat Angst vorm weißen Mann.
Mit Lesungen trat er beim Theaterfestival „Hin & Weg“ im Litschau, im Theater in der Josefstadt und im Theater Drachengasse auf. Tobias Resch lebt in Wien.

## Filmografie (Auswahl)
- 2018: SOKO Donau: Bis aufs Blut (Fernsehserie, eine Folge)
- 2019: Blind ermittelt – Blutsbande (Fernsehreihe)
- 2020: SOKO Kitzbühel: Gefangen (Fernsehserie, eine Folge)
- 2020: Letzter Wille: Statuen (Fernsehserie, eine Folge)
- 2021: Klammer – Chasing the Line (Kinofilm)
- 2022: Am Grat (Kurzfilm, auch Drehbuch)
- 2022: Breaking the Ice (Kinofilm)
- 2022: Tage, die es nicht gab (Fernsehserie)
- 2023: Ingeborg Bachmann – Reise in die Wüste
- 2024: Vienna Blood – Mephisto (Fernsehreihe)
- 2025: Das geheime Stockwerk